# Валође (Милано)
Валође је насеље у Италији у округу Милано, региону Ломбардија.
Према процени из 2011. у насељу је живело 8 становника. Насеље се налази на надморској висини од 140 м.